# Angela King
Angela King (Angela Hilary King, verheiratete Smith; * 21. Oktober 1951) ist eine ehemalige britische Speerwerferin.
Bei den British Commonwealth Games 1970 in Edinburgh wurde sie für England startend Vierte.
Ihre persönliche Bestleistung von 49,18 m stellte sie am 8. Juni 1973 in Brighton auf.